# Мохаммед Касем Аль-Асаад
Мохаммед Касем Аль-Асаад (араб. محمد الأسعد), (англ. Mohammed Qasem Alasaad) (10 жовтня 1958) — палестинський дипломат. Надзвичайний і Повноважний Посол Палестини в Україні (2010—2019).

## Життєпис
Народився 10 жовтня 1958 року в місті Бейрут (Ліван). У 1986 році закінчив Університет Дружби Народів, викладач російської мови. У 1985 році отримав диплом магістра за спеціальністю «Цивільне будівництво», Університет Дружби Народів. У 1990 — Ступінь доктора технічних наук, Університет Дружби Народів. Володіє мовами: арабською, російською, англійською мовами.
У 1990—1995 рр. — Керівник Палестинських Культурних Центрів за сумісництвом в Москві, Ташкенті та Баку.
У 1990—2010 рр. — Секретар руху Фатх в Радянському Союзі та Росії.
У 1991 році Спеціальний Посланець Президента Палестини Ясіра Арафата в Казахстані.
У 1993—1995 рр. — Голова Палестинського Культурного Центру в Москві.
У 1995—2000 рр. — Перший секретар Посольства Палестини в Російській Федерації.
У 2005—2010 рр. — Віце-президент Арабського форуму в Москві.
У 2006—2010 рр. — Віце-президент Палестинської Спільноти в Росії, Голова Департаменту зовнішніх зв'язків.
У 2010—2019 рр. — Надзвичайний та Повноважний Посол Палестини в Києві.